# آرتسرون هوهانیسیان
آرتسرون هوهانیسیان (ارمنی: Արծրուն Կարապետի Հովհաննիսյան؛ زادهٔ ۳۰ ژانویهٔ ۱۹۸۰) استراتژیست نظامی اهل ارمنستان است.